# Anna Bulgari
Anna Bulgari Calissoni (Roma, 1927 - Roma, 22 de mayo de 2020) fue una filántropa y empresaria italiana. Heredera de la dinastía Bulgari, experta en gemas y productora de aceite de oliva.

## Biografía
Heredera de la afamada dinastía de joyeros Bulgari, una familia originaria de Epiro. Su abuelo Sotiris Vulgaris, se trasladó desde su ciudad Paramithya a Italia en 1879. En Roma fundaron la prestigiosa marca de joyas, que posteriormente fue adquirida por el grupo francés de lujo LVMH Louis Vuitton Moët Hennessy.
En 1953, junto con su marido, decidió dedicar una finca de su propiedad, ubicada en Aprilia, a la producción de aceite de oliva. Dicha finca, con una extensión de más de sesenta hectáreas, y más de 10.000 olivos, puede visitarse o ser alquilada para la celebración de diversos eventos. Anna la utilizó más que como un negocio, como un refugio donde permanecer alejada de los medios de comunicación.

### Secuestro y liberación
Durante la noche del 19 de noviembre de 1983 fue secuestrada -cuando contaba con 57 años-, junto con su hijo Giorgio -de 17 años-, por miembros del Movimiento Armado de Cerdeña, un grupo criminal de origen sardo, dedicados al secuestro de personas, que aspiraba a la independencia de esta región italiana. Este grupo que comenzó sus acciones en Cerdeña, extendió su línea de acción por otras regiones italianas, entre 1960 y 1990. El secuestro se realizó en su mansión de Aprilia (Lazio), por tres encapuchados que portaban fusiles. Tras introducir en el maletero a Anna y en el asiento trasero a su hijo Giorgio, se dieron a la fuga.
Obligaron a Anna a escribir una carta en la que solicitaban un rescate de tres mil millones de liras, que la familia debería abonar antes del 15 de diciembre. En caso de incumplimiento, se cortaría una oreja a uno de los secuestrados y el rescate ascendería a cuatro mil millones de liras, para pagar el 25 de diciembre. Posteriormente, de no cumplir dichas condiciones, los secuestrados serían asesinados.
Laura, la hija mayor, abogada de 29 años, se encargó de las negociaciones con los secuestradores. El 17 de diciembre recibió un sobre conteniendo la oreja de su hermano, que habían cortado sin anestesia delante de Anna.
Días después, los Bulgari consiguieron reunir los cuatro mil millones de liras. El dinero se entregó en una carretera próxima a Sarzana (Liguria). Tres días después, Anna y su hijo Giorgio fueron liberados durante la Nochebuena, tras 36 días de cautiverio.  Posteriormente fueron detenidos ocho bandidos y condenados a 140 años de cárcel.

### Fallecimiento
Apartada de los focos mediáticos desde su secuestro, Anna evitaba ser reconocida como una figura pública. Falleció en la capital italiana a los 93 años.